# Ceraclea aurea
Ceraclea aurea là một loài Trichoptera trong họ Leptoceridae. Chúng phân bố ở miền Cổ bắc.